# Жестовые языки австралийских аборигенов
Же́стовые языки́ австрали́йских абориге́нов (Australian Aborigines Sign Language) — группа жестовых языков, которые распространены на юге Австралии: центральные и западные пустынные регионы, побережье Арнем-Ленд; северные прибрежные острова, Острова Торресова пролива; западный берег полуострова Кейп-Йорк. Не родственны ауслану.
Языки жестов используются слышащими аборигенами в качестве альтернативной формы общения с носителями других языков, а также для общения при табуировании речи в различных случаях. Некоторые жестовые языки используются во времена траура и охоты, например, племенами аранда, вальбири, варумунгу, а также несколько таких жестовых языков используют глухие. Как и у индейцев, существует общий язык жестов для общения между представителями разных языковых групп.
Жестовые языки были отмечены на севере Квинсленда уже в 1908 году (Roth). Ранние исследования жестовых языков коренного населения были сделаны американским лингвистом Ла-Монтом Уэстом, а позже, более подробно, английским лингвистом Адамом Кендоном.

## Языки
- Арренте
- Валувара (вымер)
- Вальбири
- Вальманпа
- Варумунгу (варрамунга)
- Ворора
- Дияри (вымер)
- Жестовый язык Торресова пролива
- Западнопустынный жестовый язык (кардутяра, юрина-ватялку)
- Йир-йоронт
- Йолнгу (мунгин)
- Кайтить: каитири
- Калкутунгу (вымер)
- Мантильтярра
- Мутпура
- Нгата
- Пита-пита (вымер)
- Тингили (не пама-ньюнгский)
- Тяралте (вымер)
- Умпила